# Gustavo Bueno
Gustavo Bueno Martínez, född 1 september 1924 i Santo Domingo de la Calzada, La Rioja, död 7 augusti 2016 i Niembru, Llanes, Asturien, var en spansk filosof. Från 1970 utvecklade han ett filosofiskt tankesätt som han senare kallade  filosofisk materialism. Flera medier har erkänt honom som en av de viktigaste spanska filosoferna under 1900-talet och början av 2000-talet.
Buenos verk har byggts i ständigt utbyte med vetenskaps och filosofihistoria. Gustavo Bueno är författare till många böcker och artiklar om ontologi, vetenskapsfilosofi, filosofihistoria, antropologi, religionsfilosofi, politisk filosofi, ateism och tv, bland andra ämnen. Dessutom visade han från sin ungdom ett djupt intresse för frågor om teologi, till den grad att det har sagts om honom att "han kunde skolastiken utantill.” Under sina sista år spelade han in, förutom att skriva, filmer och ljud med analyser av många filosofiska frågor. Hans äldste son, Gustavo Fernando Bueno Sánchez, är professor i filosofi.